# Onthophagus geelongensis
Onthophagus geelongensis là một loài bọ cánh cứng trong họ Bọ hung (Scarabaeidae).